# 虚弱児
虚弱児（きょじゃくじ）とは、病弱もしくは持病のある児童。
東京都内の自治体では、虚弱児を対象にした全寮制の施設を自然豊かな地域に開設することが多かったが、ここで対象とされる虚弱とは、概ね次の通りである。
1. 気管支喘息
2. アレルギー
3. 肥満

このような施設を健康学園と呼ぶが、最近は廃止する自治体が増えている。虚弱児が、食糧事情の悪かった時代の健康優良児と対概念をなしているからである。